# Кузнецов, Юрий Васильевич (полный кавалер ордена Славы)
Юрий Васильевич Кузнецов (29 января 1924 года — 1 июня 1951 года) — участник Великой Отечественной войны, полный кавалер Ордена Славы (1945).

## Биография
Родился 29 января 1924 года в селе Хабарное ныне Гайского района Оренбургской области в семье служащего. Окончил 7 классов.
В июне 1942 года был призван в РККА Домбаровским районным военкоматом Чкаловской области, с января 1943 года находился на фронтах Великой Отечественной войны.
17 июля 1944 года гвардии рядовой Кузнецов, будучи разведчиком разведывательного отряда 8-й гвардейской армии 1-го Белорусского фронта в составе группы бойцов под сильным вражеским огнём проник через боевые порядки в тыл противника близ города Любомль Волынской области, где в течение суток собирал ценные сведения о группировке врага, его огневых средствах и маршрутах передвижения. В ночь на 1 августа 1944 года переправился через реку Висла и скрытно проник в тыл противника на глубину до 15 км, полностью выполнив задачу по разведке вражеских резервов. 15 августа 1944 года награждён орденом Славы 3 степени.
В ночь на 11 августа 1944 года вместе с тремя разведчиками пробрался в тыл противника у населённого пункта Стромец (Польша) и в течение двух суток вёл наблюдение в расположении противника. В период с 18 по 20 августа 1944 года на подступах к населённому пункту Майдан засёк передвижение крупных сил пехоты и техники врага. 28 августа 1944 года награждён орденом Славы 2 степени.
В ночь на 24 августа 1944 года в составе отряда разведчиков с боем прорвался через передний край обороны врага южнее населённого пункта Вильчковице Гурне на левом берегу Вислы в 20 км к юго-востоку от города Варка и углубился в его тыл. В ходе схватки было выведено из строя 5 вражеских солдат и подорван 1 пулемёт. Возвращаясь из разведки, спас жизнь раненому товарищу, сразив из автомата 3 вражеских солдат, пытавшихся взять того в плен, и вынес его к своим. Указом Президиума Верховного Совета СССР от 24 марта 1945 года награждён орденом Славы 1 степени, став полным кавалером ордена Славы.
В октябре 1946 года демобилизован, после демобилизации жил в Оренбурге.
Скоропостижно скончался 1 июня 1951 года. Похоронен в Москве.